# 望戸愛果
望戸 愛果（もうこ あいか）は、日本の社会学者（アメリカ史・歴史社会学）。学位は博士（社会学）（一橋大学・2015年）。静岡県立大学国際関係学部准教授・大学院国際関係学研究科准教授。
独立行政法人日本学術振興会特別研究員、立教大学講師などを歴任した。

## 概要
アメリカ史や歴史社会学を専攻する社会学者である。第一次世界大戦とアメリカ合衆国の社会との関係性についての研究で知られている。日本学術振興会の特別研究員を経て、立教大学や静岡県立大学で教鞭を執った。

## 来歴

### 生い立ち
津田塾大学に進学し、学芸学部の国際関係学科にて学んだ。2003年（平成15年）3月に津田塾大学を卒業し、学士の学位を取得した。さらに一橋大学の大学院に進学し、社会学研究科の総合社会科学専攻にて学んだ。2005年（平成17年）3月に一橋大学の大学院における修士課程を修了した。それに伴い、修士の学位を取得した。なお、のちに一橋大学の大学院にてさらに学び、2015年（平成27年）7月に博士後期課程を修了した。それに伴い、博士（社会学）の学位を取得した。

### 社会学者として
文部科学省が所管する独立行政法人である日本学術振興会に採用され、2017年（平成29年）4月から2020年（令和2年）3月にかけて特別研究員を務めていた。また、他の教育・研究機関においても役職を兼任していた。立教大学においては2017年（平成29年）4月から2024年（令和6年）3月にかけてアメリカ研究所にて特任研究員を兼任していた。筑波大学においては2020年（令和2年）4月から2022年（令和4年）3月にかけて人文社会系の研究員を非常勤で兼任していた。
さらに2021年（令和3年）4月より立教大学にて講師を兼任で務めることになった。2023年（令和5年）3月に講師を退任した。
その後、静岡県立大学に転じることになり、2023年（令和5年）4月に国際関係学部の准教授に就任した。国際関係学部においては主として国際言語文化学科の講義を担当した。また、大学院においては国際関係学研究科の准教授を兼務していた。国際関係学研究科においては主として比較文化専攻の講義を担当した。また、他の教育・研究機関においても役職を兼任していた。古巣である立教大学においては2024年（令和6年）4月からアメリカ研究所の客員研究員を兼任していた。

## 研究
専門は社会学であり、特にアメリカ史、歴史社会学、国際社会学、ジェンダー、といった分野の研究に従事していた。具体的には、第一次世界大戦とアメリカ合衆国の社会についての研究に取り組んでいた。また、戦場巡礼や軍人墓地についての研究にも取り組んでいた。また、学術書や専門書の翻訳などにも取り組んでいた。政治学者のシンシア・エンローは軍事とジェンダーを研究する国際政治学の先駆者として知られるが、その著作『バナナ・ビーチ・軍事基地――国際政治をジェンダーで読み解く』の翻訳にも従事した。同書はエンローの代表作して知られているが、それを初めて日本語に翻訳するなど、エンローの理論を日本に広く紹介した。
学術団体としては、戦争社会学研究会、アメリカ史学会、ジェンダー史学会、日本社会学会、日本国際政治学会、などに所属していた。ジェンダー史学会では常任理事を務めた。

## 略歴
- 2003年 - 津田塾大学学芸学部卒業[5]。
- 2005年 - 一橋大学大学院社会学研究科修士課程修了[5]。
- 2015年 - 一橋大学大学院社会学研究科博士後期課程修了[5]。
- 2017年 - 日本学術振興会特別研究員[3][4]。
- 2017年 - 立教大学アメリカ研究所特任研究員[3]。
- 2020年 - 筑波大学人文社会系研究員[3]。
- 2021年 - 立教大学講師[3]。
- 2023年 - 静岡県立大学国際関係学部准教授[3]。
- 2023年 - 静岡県立大学大学院国際関係学研究科准教授。
- 2024年 - 立教大学アメリカ研究所客員研究員[3]。

## 著作

### 単著
- 望戸愛果著『〈戦争体験〉とジェンダー』明石書店、2017年。ISBN 9784750344638

### 翻訳
- シンシア・エンロー著、望戸愛果訳『バナナ・ビーチ・軍事基地――国際政治をジェンダーで読み解く』人文書院、2020年。ISBN 9784409241349

### 寄稿、分担執筆、等
- 佐藤成基編著『ナショナリズムとトランスナショナリズム――変容する公共圏』法政大学出版局、2009年。ISBN 9784588602528
- 清水亮・白岩伸也・角田燎編、塚原真梨佳ほか執筆『戦争のかけらを集めて――遠ざかる兵士たちと私たちの歴史実践』図書出版みぎわ、2024年。ISBN 9784911029091

## 関連人物
- シンシア・エンロー